# (400171) 2006 WY18
(400171) 2006 WY18 es un asteroide perteneciente al cinturón de asteroides, descubierto el 19 de septiembre de 2006 por el equipo del Catalina Sky Survey desde el Catalina Sky Survey, Arizona, Estados Unidos.

## Designación y nombre
Designado provisionalmente como 2006 WY18.

## Características orbitales
2006 WY18 está situado a una distancia media del Sol de 2,727 ua, pudiendo alejarse hasta 3,312 ua y acercarse hasta 2,142 ua. Su excentricidad es 0,214 y la inclinación orbital 14,83 grados. Emplea 1645,69 días en completar una órbita alrededor del Sol.

## Características físicas
La magnitud absoluta de 2006 WY18 es 16,3.